# Milan Sulej
Milan Sulej (* 12. března 1975, Karlovy Vary) je český operní pěvec, tenorista.
Byl finálovým hostem X Factoru a v roce 2010 se stal superfinalistou televizní soutěže česko-slovenské Talentmanie, kde se proslavil zejména tím, že zazpíval árii Nessun dorma z opery Giacoma Pucciniho Turandot.
Specializuje se na opery Verdiho a Pucciniho. Spolupracuje se spolkem Charita dětem.[zdroj⁠?!]